# Bokn
Bokn is een gemeente in de Noorse provincie Rogaland. Bokn bestaat uit drie bewoonde eilanden (Ognøy, Austre Bokn en Vestre Bokn) en vele kleine eilandjes en Holm. De gemeente telde 855 inwoners in januari 2017.
Bjerkreim · Bokn · Eigersund · Gjesdal · Hå · Haugesund · Hjelmeland · Karmøy · Klepp · Kvitsøy · Lund · Randaberg · Sandnes · Sauda · Sokndal · Sola · Stavanger · Strand · Suldal · Time · Tysvær · Utsira · Vindafjord

Fylker van Noorwegen